# Baga Binari jezik
Baga Binari jezik (baka, binari, kalum, mborin; ISO 639-3: bcg), nigersko-kongoanski jezik kojim govori 3 000 ljudi u Gvineji istočno od rijeke Nuñez u regiji Boké.
Pripada atlantskoj skupini jezika, podskupini baga. Srodan je s landoma [ldm] i themne [tem]. Služe se i jezikom susu [sus].

## Vanjske poveznice
- Ethnologue (14th)
- Ethnologue (15th)